# Hans Schmidt-Isserstedt

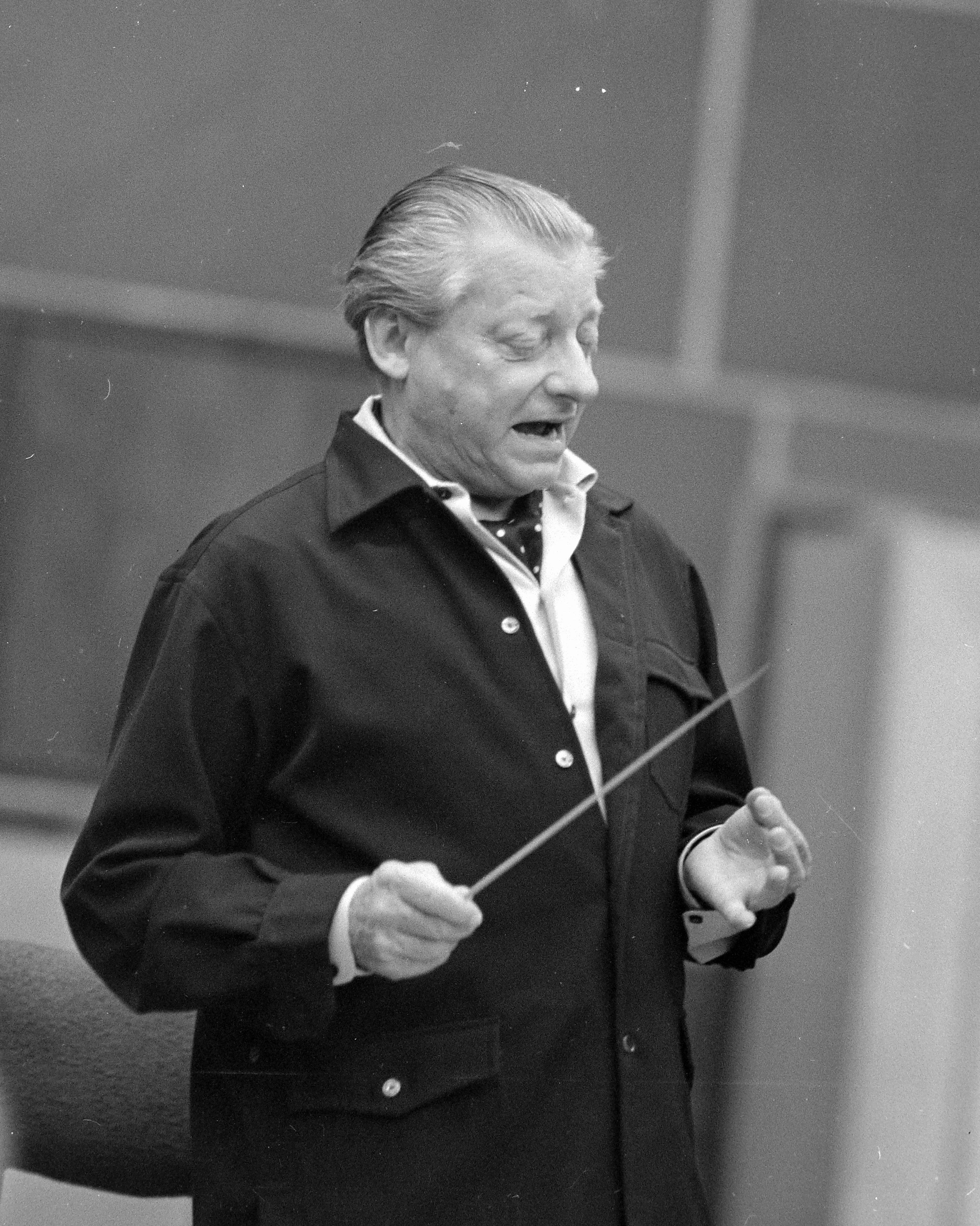
Hans Schmidt-Isserstedt im Jahr 1965

Hans Schmidt-Isserstedt (* 5. Mai 1900 in Berlin; † 28. Mai 1973 in Holm, Kreis Pinneberg) war ein deutscher Dirigent.

## Leben und Wirken

Autogramm Schmidt-Isserstedt

Der Kaufmannssohn erhielt früh Violin- und Musikunterricht in Berlin, studierte Musikwissenschaft in Berlin, Heidelberg und Münster und wurde 1923 zum Dr. phil. promoviert. 1920 bis 1923 war er Kompositionsschüler bei Franz Schreker in Berlin, widmete sich dann jedoch dem Dirigieren. 1928 bis 1931 war er Dirigent an der Oper Rostock, 1931 bis 1933 war er Generalmusikdirektor am von Gustav Hartung geleiteten Hessischen Landestheater in Darmstadt.

### Karriere im NS-Staat
1933 wurde Schmidt-Isserstedt in Darmstadt fristlos entlassen und fand nach einem Jahr der Arbeitslosigkeit eine Anstellung an der „Deutschen Musikbühne“, einer Wanderbühne des Erbprinzen Heinrich XLV. Reuß. Nach einem weiteren Jahr der Arbeitslosigkeit Schmidt-Isserstedts gelang es dem Intendanten der Hamburgischen Staatsoper Heinrich Karl Strohm 1935 bei der NSDAP das Engagement Schmidt-Isserstedts als Erster Kapellmeister durchzusetzen. 1943 wurde er an die Spitze des Deutschen Opernhauses in Berlin berufen, wo er 1944 Generalmusikdirektor wurde.
Im Jahr 1935 ließ er sich von seiner jüdischen Ehefrau Gerta Herz scheiden. Er hatte mit ihr zwei Kinder, darunter den späteren Produzenten der englischen Schallplattenfirma Decca, Erik (* 25. März 1931; † 4. Mai 2004), der mit seiner Mutter 1936 nach England emigrierte und seinen Namen in Smith anglisierte. Zum Führergeburtstag 1938 wurde ihm der Titel Staatskapellmeister verliehen. Im Oktober 1940 gastierte er im besetzten Oslo in Anwesenheit von Reichskommissar Josef Terboven und des norwegischen Nazi-Führers Vidkun Quisling. In der Endphase des Zweiten Weltkriegs wurde er im August 1944 in die von Adolf Hitler genehmigte Gottbegnadeten-Liste der wichtigsten Dirigenten aufgenommen, was ihn vor einem Kriegseinsatz, auch an der Heimatfront, bewahrte.

### Karriere nach dem Zweiten Weltkrieg
Schmidt-Isserstedt setzte seine Karriere unmittelbar nach Kriegsende unbeschadet fort. Mit Schreiben vom 29. April 1948 bescheinigte man ihm von Seiten der Militärregierung explizit eine saubere Vergangenheit. Er war in der Tat einer der wenigen in Deutschland verbliebenen Dirigenten ersten Ranges ohne eine NSDAP-Mitgliedschaft. Vom britischen Militär wurde er deswegen schon 1945 beauftragt, das Hamburger (Rundfunk-)Musikwesen zu reorganisieren. Er gründete daher noch in diesem Jahr das NDR Sinfonieorchester, das er bis 1971 leitete. 1955–1964 stand er ebenfalls an der Spitze des Königlichen Philharmonischen Orchesters in Stockholm und leitete nebenbei zahlreiche Konzerte in Covent Garden oder an der Bayerischen Staatsoper.
Schmidt-Isserstedt galt als Spezialist der deutsch-österreichischen Musik des 19. Jahrhunderts (insbesondere Ludwig van Beethoven und Johannes Brahms), setzte sich aber auch für die Werke seiner Zeitgenossen Béla Bartók, Igor Strawinsky, Paul Hindemith und Bernhard Kaun ein.
Im Jahre 2002 veröffentlichte „Decca Records“ eine „box“ der von Schmidt-Isserstedt mit den Wiener Philharmonikern und dem Pianisten Wilhelm Backhaus bzw. dem Geiger Henryk Szeryng aufgenommenen Werke Ludwig van Beethovens (alle Symphonien und Klavierkonzerte, das Violinkonzert und einige Ouvertüren).
Er starb 1973 und wurde auf dem Friedhof in Holm (Kreis Pinneberg) beigesetzt.